# 644
Het jaar 644 is het 44e jaar in de 7e eeuw volgens de christelijke jaartelling.

## Gebeurtenissen

### Arabische Rijk
- 3 november - Kalief Omar I wordt tijdens het ochtendgebed (salat) in de moskee van Medina door een Perzische slaaf neergestoken met een vergiftigde dolk. Op zijn sterfbed roept Omar een commissie bijeen die Oethman ibn Affan kiest als de derde kalief van het Rashidun-kalifaat.
- De Arabieren veroveren Qazvin in het noordwesten van Perzië.

## Geboren
- 5 november - K'inich K'an Joy Chitam II, koning (ahau) van Palenque (overleden 722)
- Ursmarus, Frankisch abt en missionaris (of 645)

## Overleden
- 10 oktober - Paulinus, bisschop van York (ca. 60)
- 3 november - Omar ibn al-Chattab, Arabisch kalief (ca. 60 ?)